# Be Yourself!
〈Be Yourself!〉은 1998년 3월 11일에 발매된 V6의 9번째의 싱글이다.

## 설명
- V6의 여섯 번째 오리콘 싱글 차트 1위 싱글이다.

## 수록곡
1. Be Yourself!
  - 작사：야마다 히로시, 작곡：Dave Rodgers, 편곡：호시노 야스시언
  - CM : 진연세미나 〈중학 강좌·고교 강좌〉의 타이업, 후지TV계 《제29회 봄의 고교 발레》의 주제곡으로 타이업. 
 이후 David Rodgers의 앨범 《KINGDOM OF ROCK》에서 리메이크.
2. always / 20th Century
3. 작사：나카무라 쿠니오, 작곡：히구치 료우이치, 편곡：타나베 케이지
  - '98 《츠부라야 프로》기업 CM 타이업
4. Be Yourself(カラオケ)
5. always(カラオケ)